# Time Winters
Time Winters (* 3. Februar 1956 in Lebanon, Oregon) ist ein US-amerikanischer Filmschauspieler.
Winters besuchte das Lane Community College in Eugene und absolvierte 1974 die in Lebanon ansässige High School.
Seit 1989 ist er Filmschauspieler.
Am 5. Januar 2002 heiratete er die Filmschauspielerin Tracy Pulliam.

## Filmografie (Auswahl)
Serien
- 1989: Columbo: Die vergessene Tote (Murder, Smoke and Shadows)
- 1991: Raumschiff Enterprise – Das nächste Jahrhundert (Star Trek: The Next Generation, eine Folge)
- 1991: MacGyver (3 Folgen)
- 1992; 1996: Mord ist ihr Hobby (Murder, She Wrote, 2 Folgen)
- 1993: Full House (eine Folge)
- 1994: Picket Fences – Tatort Gartenzaun (Picket Fences, 2 Folgen)
- 1994: Melrose Place (eine Folge)
- 1996: Babylon 5 (2 Folgen)
- 1999; 2000: Providence (3 Folgen)
- 1999: Chicago Hope – Endstation Hoffnung (Chicago Hope, eine Folge)
- 2000: Für alle Fälle Amy (Judging Amy, eine Folge)
- 2000: Buffy – Im Bann der Dämonen (Buffy the Vampire Slayer, eine Folge)
- 2000: Scrubs – Die Anfänger (Scrubs, eine Folge)
- 2002: Charmed – Zauberhafte Hexen (Charmed, eine Folge)
- 2002: Emergency Room – Die Notaufnahme (ER, eine Folge)

Filme
- 1990: Gremlins 2 – Die Rückkehr der kleinen Monster (Gremlins 2: The New Batch)
- 1991: Rendezvous im Jenseits (Defending Your Life)
- 1995: Little Princess (A Little Princess)
- 1996: Thinner – Der Fluch (Thinner)
- 1997: Crash Dive
- 2000: True Vinyl – Voll aufgelegt! (True Vinyl)
- 2014: Angry Video Game Nerd: The Movie
- 2015: Lavalantula – Angriff der Feuerspinnen (Lavalantula)